# Chelonus propodealoides
Chelonus propodealoides är en stekelart som beskrevs av Vladimir Ivanovich Tobias 2000. Chelonus propodealoides ingår i släktet Chelonus och familjen bracksteklar. Inga underarter finns listade i Catalogue of Life.